# Antoine Busnois
Antoine Busnois (1430-1492) là nhà soạn nhạc người Pháp.

## Cuộc đời và sự nghiệp[1]
Antoine Busnois sinh ra trong khhu vực được xác định có liên quan đến thị trấn Béthune, một nơi bậy giời thuộc đông bắc của Pháp, nhưng thời ky đó lại là một phần của hạt Artois. Lúc ấy, Béthune nằm giữa Picardy và Flandres. Có thể xuất thân của Busnois là một gia đình quý tộc. Điều này cũng có thể đúng vì nó giải thích tại sao lại được đề cập trong Hoàng gia Pháp vào năm 1550. Mười năm sau đó, ông đến Tours, làm việc tại nhà thờ chính, sau đó là Nhà thờ Thánh Martin. Ông là một người có rất nhiều chuyện ở đó. Ông đã bị khiếu nại một lần, và có chuyện kể rằng ông đã đánh một linh mục tới năm lần. Chưa kể việc ông bị rút phép thông công bởi Giáo hội. Tuy nhiên, Giáo hoàng Piô II đã ân xá cho Busnois. Ở nhà thờ ông kết bạn với Johannes Ockeghem, một người giữ chức vụ thủ quỹ của nhà thờ. Sau đó, vào năm 1465, ông đến Poitiers, nơi ông trở thành một choirmaster, nhưng chỉ một năm sau đó ông chuyển đến Bourgogne. Ở đây, ông được thuê làm ca sĩ và nhà soạn nhạc cho quận công Charles xứ Bourgogne. Sau khi Charles chết trong trận Nancy vào năm 1477, Busnois vẫn làm việc ở nơi cũ rồi nghỉ hưu. Và không ai biết 10 năm cuối đời của ông như thế nào.

## Các sáng tác[1]
Antoine Busnois đã viết một số bản mass, trong đó ba bản còn tồn tại đến bây giờ, nổi tiếng nhất là Missa L'homme Arme. Đồng thời ông cũng viết các bản motet.

## Danh mục tác phẩm

### Masses
1. Missa L'homme armé;
2. Missa O crux lignum;
3. Patrem Vilayge.

### Motets và magnificats
1. Ad coenam agni providi;
2. Alleluia, verbum caro factum est;
3. Anima mea liquefacta est / Stirps Jesse;
4. Anthoni usque limina;
5. Asperges me (lost);
6. Conditor alme siderum;
7. Gaude coelestis domina;
8. In hydraulis;
9. Lamentation on the death of Guillaume Dufay (probably written in 1474, lost);
10. Magnificat sexti toni;
11. Noel, noel;
12. Regina caeli (I);
13. Regina caeli (II);
14. Victimae paschali laudes.

### Nhạc thế tục
1. Acordes moy;
2. Advegne que advenir pourra;
3. Amours nous traicte / Je m'en vois;
4. A qui vens tu tes coquilles;
5. Au gré de mes iculx;
6. A une dame;
7. Au povre par necessité;
8. A vous, sans autre;
9. Bel acueil;
10. Bone chére;
11. Ce n’est pas moy;
12. C'est bien maleur;
13. C'est vous en qui;
14. Con tutta gentileça;
15. Corps digne / Dieu quel mariage;
16. Cy dit benedicite;
17. En soustenant;
18. En tous les lieux;
19. En voyant sa dame;
20. Esaint-il merci;
21. Faictes de moy;
22. Faulx mesdisans;
23. Fortuna desperata;
24. (O) Fortune, trop tu es dure;
25. Ha que ville;
26. In myne zynn;
27. Ja que lui ne;
28. J'ay mayns de bien;
29. J'ay pris amours tout au rebours;
30. Je m'esbaïs de vous;
31. Je ne demande aultre degré;
32. Je ne demande lialté;
33. Je ne puis vivre ainsi;
34. Joye me fuit;
35. Laissez dangier;
36. L'autrier la pieça /En l'ombre du buissonet / Trop suis jonette;
37. L'autrier que passa;
38. Le corps s'en va;
39. Le monde a tel;
40. Ma damoiselle;
41. Maintes femmes;
42. Ma plus qu'assez;
43. Ma tres souveraine princesse;
44. M'a vostre cueur;
45. Mon mignault / Gracieuse, playsant;
46. Mon seul et sangle souvenir;
47. On a grant mal / On est bien malade;
48. Pour entretenir mes amours;
49. Pucellotte;
50. Quant j'ay au cueur;
51. Quant vous me ferez;
52. Quelque povre homme;
53. Quelque povre homme;
54. Resjois toy terre de France / Rex pacificus;
55. Seule a par moy;
56. Soudainementmon cueur;
57. Terrible dame;
58. Une filleresse / S'il y a compagnion / Vostre amour;
59. Ung grand povtre homme;
60. Ung plus que tous;
61. Vostre beauté / Vous marchez;
62. Vostre gracieuse acointance.